# Festival international du film fantastique d'Avoriaz 1991
Le Festival international du film fantastique d'Avoriaz 1991 est le 19e Festival international du film fantastique d'Avoriaz du 12 au 20 janvier.

## Jury
- Michael Cimino (président)
- Jorge Amado
- Helmut Berger
- Patrice Leconte
- Michel Legrand
- Laura Morante
- Robert Charlebois
- Larry Cohen
- Georges Moustaki
- Piem
- Franco Rossi
- Bernard Haller
- Alejandro Jodorowsky
- Nathalie Roussel
- Volker Schlöndorff

## Sélection

### Compétition
- Les Ailes de la renommée (Wings of Fame) de Otakar Votocek ( Pays-Bas)
- Les Amants intemporels (Erastes sti mihani tou hronou) de Dimítris Panayiotátos ( Grèce)
- Terracotta Warrior (Qin Yong) de Ching Siu-tung ( Hong Kong)
- Cabal (Nightbreed) de Clive Barker ( États-Unis)
- La Créature du cimetière (Graveyard Shift) de Ralph S. Singleton ( États-Unis /  Japon)
- Darkside : Les Contes de la nuit noire (Tales from the Darkside: The Movie) de John Harrison ( États-Unis)
- Deux Yeux maléfiques (Due occhi diabolici) de George A. Romero et Dario Argento ( Italie /  États-Unis)
- L'Échelle de Jacob (Jacob's Ladder) d'Adrian Lyne ( États-Unis)
- Hardware de Richard Stanley ( Royaume-Uni /  États-Unis)
- Le Secret de Sarah Tombelaine de Daniel Lacambre ( France)
- Le Temps des miracles (Vreme Cuda) de Goran Paskaljević ( Yougoslavie)
- Warlock de Steve Miner ( États-Unis)
- White Room de Patricia Rozema ( Canada)

### Hors compétition
- L'Ambulance (The Ambulance) de Larry Cohen ( États-Unis)
- Arachnophobie (Arachnophobia) de Frank Marshall ( États-Unis)
- Au-delà des ténèbres (La casa 5) de Claudio Fragasso ( Italie)
- Chucky, la poupée de sang (Child's Play 2) de John Lafia ( États-Unis)
- Delirium de Charles Winkler ( États-Unis)
- Farendj de Sabine Prenczina ( France /  Royaume-Uni)
- L'Histoire sans fin 2 : Un nouveau chapitre (The NeverEnding Story II: The Next Chapter) de George Miller ( États-Unis /  Allemagne)
- Moon 44 de Roland Emmerich ( Allemagne de l'Ouest /  États-Unis)

### Les Minuits
- Les Feebles (Meet the Feebles) de Peter Jackson ( Nouvelle-Zélande)
- Frankenhooker de Frank Henenlotter ( États-Unis)
- Henry, portrait d'un serial killer (Henry: Portrait of a Serial Killer) de John McNaughton ( États-Unis)
- La Nuit des morts-vivants (Night of the living dead) de Tom Savini ( États-Unis)
- Singapore Sling (Singapore Sling, ο άνθρωπος που αγάπησε ένα πτώμα (Singapore sling, O anthropos pou agapise ena ptoma)) de Nikos Nikolaïdis ( Grèce)

## Palmarès
- Grand prix : Darkside : Les Contes de la nuit noire (Tales from the Darkside: The Movie) de John Harrison
- Grand prix de l'étrange : Les Ailes de la renommée de Otakar Votocek

- Prix spécial du jury : Cabal (Nightbreed) de Clive Barker
- Prix des effets spéciaux : Hardware de Richard Stanley

- Prix de la critique : Les Ailes de la renommée de Otakar Votocek
- Prix de la C.S.T. : White Room de Patricia Rozema
- Antenne d'or : White Room de Patricia Rozema
- Prix du public : L'Échelle de Jacob d'Adrian Lyne